# Connor Franta
Connor Joel Franta (født 12. september 1992) er en amerikansk YouTube-vlogger, internetpersonlighed, forfatter og iværksætter.
I marts 2015 havde hans vigtigste kanal på YouTube, opkaldt efter ham selv, 4,5 millioner abonnenter. Franta var tidligere medlem af YouTube-gruppen Our2ndLife under Fullscreen Network, men er nu et uafhængigt medlem af Big Frame-netværket, der forvaltes af Andrew Graham.
Franta er for nylig blevet involveret i forskellige iværksættervirksomheder, herunder en tøjkollektion, musikudgivelse samt et kaffe- og livsstilmærke kaldet Common Culture. Hans debutbog, en erindringsbog, A Work In Progress, blev udgivet den 21. april 2015.

## Opvækst
Connor Franta blev født i Wisconsin som søn af Peter og Cheryl Franta, henholdsvis læge og hjemmegående mor. Kort tid efter hans fødsel flyttede familien til La Crescent, Minnesota. Han har tre søskende.
Connor voksede op som katolik og gik på St. Peter's Catholic School, Hokah, Minnesota, indtil 8. klasse.
Som barn var han overvægtig, hvilket fik hans mor til at tilmelde ham til en YMCA-svømmeklub. Han løb cross country, mens han gik på La Crescent high school, hvorfra han dimitterede i 2011. Han studerede forretning på Saint John's University, Collegeville, Minnesota. På andet år tog han kunst med vægt på film som tilvalgsfag. I dag bor han i Los Angeles, Californien.
Den 8. december 2014 sprang Franta offentligt ud som bøsse i en YouTube-video, hvori han siger, at han har accepteret, hvem han er, og er glad for at være den person. Han talte også om den hjælp, han fik fra andre på internettet, og at han ønskede at give folk, der kæmper med deres seksualitet lignende rådgivning. Denne seks minutter lange video, med titlen "Coming Out", har over 8,5 millioner visninger, og 800.000 har trykket "kan lide". Dette er den anden mest sete video på Frantas kanal.

## Karriere

### YouTube
Inspireret af andre YouTube-vloggers såsom Shane Dawson og Mitchell Davis lagde Franta sin første video op på YouTube i august 2010. Han har mere end 200 millioner visninger på sin kanal og over 4,4 millioner abonnenter, hvilket gør det til den 144. mest abonnerede kanal i verden.
I 2014 blev Franta nomineret til en Teen Choice Award i "Web Star: Mand"-kategorien, men tabte til Tyler Oakley.
I 2012 sluttede han sig til kanalen Our2ndLife, som hjalp ham til at blive mere kendt. Han meddelte sin afgang fra gruppen i juli 2014 på grund af problemer i sit privatliv.
Franta lavede en cameo i 2014 YouTube Rewind-videoen, som blev udgivet den 9. december 2014. Videoen var en hyldest til årets mest populære videoer på YouTube.

### Andre projekter
Franta fejrede sin 22 års fødselsdag ved at lancere en fundraising-kampagne for The Thirst Project til at bygge brønde for folk i Swaziland. Han satte et mål om at indsamle $120,000 inden for en måned ved at tilbyde fans incitamenter såsom T-shirts, plakater, en anerkendelse i en af hans videoer og et Skype-opkald med ham. Inden for 48 timer havde hans fans indsamlet over $75,000 og nåede det oprindelige mål på $120,000 på 10 dage. Ved udgangen af måneden havde kampagnen indsamlet over $230,000. Franta besøgte senere Swaziland for at se brøndene, som hans donationer hjulpet med at bygge. Franta vil modtage guvernørens pris for sit arbejde på The Thirst Projects 6. årlige Thirst Gala den 30. juni 2015.
Den 11. november 2014 udgav han et opsamlingsalbum, Crown, Vol. 1, som består af sange fra hans eget valg af up-and-coming-musikere. Albummet kom på Billboard 200 og nåede en 12.-plads på iTunes-hitlisterne. Franta har planer om at udvide Crown-brandet til andre brancher. I februar 2015 udgav han sin egen linje af kaffe, kaldet "Common Culture Coffee".
Franta skrev i over et år på sin debutbog, A Work In Progress, hvori han beskriver situationer fra liv siden fødslen. Bogen blev udgivet den 21. april 2015. I forlængelse af udgivelsen af bogen turnerede Franta med den i USA, hvor han tog til Minnesota, efterfulgt af optrædener i Houston, Orlando, New York, New Jersey og Los Angeles. Turen omfattede også London, Birmingham, Manchester, Liverpool og Leeds i Storbritannien.